# Gymnasieförening
En gymnasieförening är en sammanslutning av gymnasieelever. Föreningarna är ofta så kallade invalsföreningar, det vill säga föreningar som inte är öppna för alla. Landets äldsta ännu aktiva gymnasistförening är Dala Gymnasistförening (DGF) som grundades 1868 i Falun. 

## Gymnasieföreningar i Gävle
- Föreningen för Astronomi och Astronautik (FAA)
- GGF Verdandi (Manligt förbund)
- Gefle Gymnasii Krönike Sällskap, GGKS
- KGF Runa (Kvinnlig förening)
- Naturvetenskapliga Föreningen (NF)
- Lilith (Förening för jämställdhet)
- Schackföreningen
- FN-Vasa
- Science-Fiction Fanskapet
- M.I.N ingengörsförening
- Spa-Sällskapet

## Gymnasieföreningar i Härnösand
- HGF (Manligt förbund)
- KG (Kvinnlig förening)
- Divinitas (Kvinnlig förening)

## Gymnasieföreningar i Skara
- Bore (Förening för främjandet av studier i naturvetenskapliga ämnen)
- Dubbel Quartetten (DQ, kör för manliga abiturienter)
- Idun (Gymnasieförening) (Förening för främjandet av studier i humanistiska ämnen)
- Musikens Vänner (MV, kör för manliga abiturienter)
- Octo Puellae (OP, kör för kvinnliga abiturienter)

## Gymnasieföreningar i Sundsvall
- GF Unitas (Manlig förening)
- GF Athena (Kvinnlig förening)
- SGF (Manlig förening)
- SFGF (Kvinnlig förening)
- Vigor (Manlig/Kvinnlig förening)

## Gymnasieföreningar i Uppsala
Se även Katedralskolans föreningsliv
- Artis Amici
- Matematisk-Naturvetenskapliga Föreningen (MNF)
- Katedralskolans Théförening
- Katedralskolans Idrottsförening (KIF)
- Reactionary Katedral (RK)

## Gymnasieföreningar i Västervik
- Delta Sigma (Manlig orden)
- C.C. (Kvinnlig gymnasieförening)
- Svinryttarorden S.R.O (Manlig/Kvinnlig orden)
- Hera (Kvinnlig orden)

## Gymnasieföreningar i Örebro
- Stjärnparaden
- Tekniska Föreningen i Örebro

## Gymnasieföreningar i Östersund
- ÖGF Lyran (Manlig förening)
- Circulo Allegre (CA) (Kvinnlig förening)
- F.Gf. Banéret (Manlig förening)
- KGF BacchiBröder (Manlig förening)
- G.S Alces-Alces (Manlig förening)
- GF Optimal (Kvinnlig förening)
- GF Quarozia (Kvinnlig förening)
- ÖQTF Minerva (Kvinnlig förening)
- Sällskapet Nordiska Anor - Röde Orms Adepter (S.N.A-R.O.A) (Manlig förening)
- K.F Societas (Manlig förening)